# Laurium (Míchigan)
Laurium es una villa ubicada en el condado de Houghton en el estado estadounidense de Míchigan. En el Censo de 2010 tenía una población de 1977 habitantes y una densidad poblacional de 1.172,54 personas por km².

## Geografía
Laurium se encuentra ubicada en las coordenadas 47°14′6″N 88°26′17″O / 47.23500, -88.43806. Según la Oficina del Censo de los Estados Unidos, Laurium tiene una superficie total de 1.69 km², de la cual 1.69 km² corresponden a tierra firme y (0%) 0 km² es agua.

## Demografía
Según el censo de 2010, había 1977 personas residiendo en Laurium. La densidad de población era de 1.172,54 hab./km². De los 1977 habitantes, Laurium estaba compuesto por el 96.61% blancos, el 0.71% eran afroamericanos, el 0.71% eran amerindios, el 0.1% eran asiáticos, el 0% eran isleños del Pacífico, el 0.4% eran de otras razas y el 1.47% pertenecían a dos o más razas. Del total de la población el 1.21% eran hispanos o latinos de cualquier raza.